# Ruský Potok
Ruský Potok (maďarsky Oroszpatak, rusínsky Руськый Потік) je obec na Slovensku v okrese Snina v Prešovském kraji na úpatí Bukovských vrchů. Leží v ochranném pásmu Národního parku Poloniny. Žije zde 129 obyvatel.
První písemná zmínka o obci je z roku 1635. V obci stojí dřevěný pravoslavný chrám svatého Michaela archanděla z roku 1740. V katastru obce se také nachází hřbitov vojáků padlých v první světové válce, na kterém je pohřbeno 37 vojáků; projektantem hřbitova byl József Lamping.